# Den siste filmen
Den siste filmen (internationaler englischsprachiger Titel: The Last Movie) ist ein norwegisches Filmporträt aus dem Jahr 2023. Er zeigt die letzten Jahre im Leben des Filmemachers Petter Vennerød und wirft einen Blick zurück auf seine Karriere.

## Inhalt
Der Film beginnt im Jahr 2018. Der norwegische Filmemacher Petter Vennerød leidet unter Gleichgewichts- und Gedächtnisstörungen. Bei ihm wird ein atypisches Parkinson-Syndrom diagnostiziert. Insbesondere unter seinen mentalen Ausfällen und dem Gefühl, dass ihm die Welt immer mehr entgleitet, leidet Vennerød, wie er in Gesprächen mit seiner Frau Karianne offenbart. Doch solange er kann, bleibt er aktiv, arbeitet im Garten, geht regelmäßig spazieren, spricht bei Veranstaltungen über seine Karriere und nimmt 2019 bei einer Preisverleihung die Ehren-Amanda entgegen. Doch bald verschlechtert sich Vennerøds Zustand so weit, dass er in ein Pflegeheim muss.
Zwischen den Szenen aus der Gegenwart wird die Geschichte von Vennerøds Schaffen erzählt. Es werden viele Szenen aus den Filmen gezeigt, die er gemeinsam mit Svend Wam inszenierte. Ergänzt werden sie durch historische Fernsehaufnahmen, die das große Medienecho zeigen, das die umstrittenen Werke auslösten und Interviews, in denen sich Wam und Vennerød gegen die teils harsche Kritik der Presse verteidigten.
Auch die Produktion des Dokumentarfilms wird gezeigt, so nimmt Vennerød in einem Tonstudio Voice-over-Kommentare auf und bekommt gegen Ende einen Rohschnitt des Films gezeigt. Auch die Aufnahme der von Øystein Sevåg komponierten Filmmusik ist zu sehen.
Im September 2021 stirbt Petter Vennerød schließlich an seiner Erkrankung. Der Film zeigt Bilder der Beerdigung, endet aber auf Vennerøds Wunsch hin mit einer Montage von Party-Szenen aus seinen Filmen.

## Produktion
Als bereits abzusehen war, dass er an einer schweren Erkrankung litt, entschied Petter Vennerød, einen Film darüber zu drehen. So konnte bereits der Moment, in dem der Arzt ihm seine Diagnose mitteilte, gefilmt werden. Auch wenn Vennerød viel Einfluss auf das fertige Werk hatte, übernahmen seine Frau Karianne und Olaug Spissøy Kyvik die Regie. Beide hatten bereits an der Doku-Serie Forført av spriten (2017) zusammengearbeitet.
Der Film hatte ein Gesamtbudget von etwa 3,8 Millionen Norwegische Kronen (ca. 380.000 Euro). Er wurde mit 1,2 Millionen Kronen vom Norsk filminstitutt gefördert.
Den siste filmen kam am 24. Februar 2023 in die norwegischen Kinos. In Deutschland war er im November desselben Jahres auf den Nordischen Filmtagen Lübeck zu sehen.

## Rezeption
Den siste filmen hat sehr positive Kritiken erhalten. Madelen Krogh schrieb im Filmmagasinet, der Film behandle sein Thema auf eine würdevolle und angemessene Weise. Der Rückblick auf Vennerøds Werk verleihe dem Film eine besondere Tiefe. Es sei der beste Dokumentarfilm, den sie seit Langem gesehen habe.
Jan Storø bezeichnete Den siste filmen als einen guten Film, in dessen Mittelpunkt die verschiedenen Phasen des Lebens stünden. Es sei insbesondere interessant, den Kontrast zwischen dem jungen, hart arbeitenden Rebellen und dem reifen und nachdenklichen Mann zu sehen. Der Film lasse jedoch viele Fragen offen, insbesondere, was die Motivation der beiden Filmemacher für die Auswahl ihrer Themen und filmischen Mittel betrifft.
Aufgrund des durch Den siste filmen neu entfachten Interesses am Gesamtwerk von Wam & Vennerø wurden fünf Filme des Duos im Frühjahr 2023 in einer restaurierten Fassung in norwegischen Kinos und auf Streamingplattformen wiederveröffentlicht.

## Auszeichnungen
- Amanda 2023: Nominiert als „Bester Dokumentarfilm“